# Георги Вълков (политик)
Вижте пояснителната страница за други личности с името Георги Вълков.
Георги Вълков е български политик, деец на Българския земеделски народен съюз (БЗНС).

## Биография
Георги Вълков е роден през 1897 година в Търново. Преселва се със семейството си в Плевен. След Деветоюнския преврат взема активно участие в БЗНС. Започва да сътрудничи на земеделската преса в Плевен.
След преврата на 9.VI.1923 г. Г. Вълков участва активно в БЗНС. Сътрудничи на земеделската преса. От април 1924 г. до февруари 1925 г. е редактор в сп.  Звънар.
След това напуска България и се установява в Чехословакия. Там завършва инженерство. Овладява чешки и френски език. Участва активно в организацията на земеделската емиграция. Представлява БЗНС в Международното аграрно бюро.
Завършва Международната аграрна школа на Зеления интернационал, а според други източници – Руска кооперативна школа или Руски кооперативен институт в Прага.

## Завръщане в България
През 1927 г. се връща в България. Установява се в София на ул. Цар Крум № 19. Полицията постоянно го следи, особено след 1934 г. Поставен под наблююдение веднага след завръщането му в страната. Следен е от полицейски агенти, а в антуража му са внедрени секретни сътрудници. Полицията е убедена, че е сръбски и английски шпионин.
От 1928 г. е директор на в.  Пладне. Добър радиоспециалист и деен член на БЗНС Пладне. Привърженик е на земеделското обединение и на единството на южните славяни. В уводната статия Така почнахме – така завършваме на последния брой на в.  Пладне на 30.VI.1934 г. той пише, че най-верният път към мира и напредъка в целия Балкански регион е обединнението на южните славяни.
Г. Вълков подкрепя югославската политика за интегрална Югославия. Според опонентите му Пладне е вестник на чужди агенти и антибългарски оръдия. Около редакцията на вестника възниква идеен кръг Пладне, който през март 1932 г.прераства в нова партия БЗНС – Ал. Стамболийски с лява ориентация. През ноември 1932 г. на конгреса на новата партия Г. Вълков е избран в нейния УС.
След преврата на 19.V.1934 г. Г. Вълков влиза в нелегалното ПП на БЗНС Пладне. В конституираното ПП през 1938 г. обаче не фигурира. Мястото му в земеделското движение след преврата е неясно. Има индикации за неразбирателство с д-р Г. М. Димитров. Наред с това критикува БЗНС – Врабча 1 на Д. Гичев.
Като кореспондент на различни чужди вестници през май 1935 г. инж. Г. Вълков посещава СССР, където присъстава на тържественото откриване на Московското метро. Има положително отношение към конкретни постижения на СССР, без да приема социализма по принцип.
От май 1936 г. до октомври 1938 г. Г. Вълков пише на страниците на Нова камбана. Той е един от редакторите му. Сътрудничи с ПК Звено. Публикува политически материали във в. Младо село – орган на земеделското движение, който излиза от 1.III.1936 г. до февруари 1938 г. От юли 1936 г. е член на т. нар. Комитет на земеделския фронт, познат още като Петнадесеторката, която се обявява за възстановяване на парламентарната демокрация.
На 26.VIII.1937 г. Г. Вълков е арестуван и обискиран. Разпитван е защо е отпечатал на циклостил и разпространил Една непроизнесена реч, посветена на Ал. Стамболийски и П. Д. Петков. 5 дена е държан в ареста. На 12.X.1937 г. подписва с още 26 души от опозицията писмо до царя, в което се протетстира против избирателния закон. На 15.III.1939 г. има нов арест. Проучени са приходите му. Установено е, че те са по-малки от разходите. Подозиран е, че получава тайно пари от Белград.

## Връзки с британските тайни служби
В началото на Втората световна война Г. Вълков заема антигерманска позиция. Обявява се изцяло и без резерви против политиката на правителството за сближение с Третия райх. Свързва се с представителите на тайните служби на Англия и Югославия. Успява да създаде разузнавателна група, която подпомага с разнообразна по характер поверителна информация членовете на английското и югославското разузнаване. Например чрез своя сътрудник Емил Иванов Стратев, който е земеделец, юрист и чиновник в Материалното отделение на Дирекция на въздухоплаването, Г. Вълков успява да подготви и предаде подробни сведения за структурата на българските ВВС, местоположението на летищата, приблизителното количество на наличната авиация, вкл. някои тактико-технически характеристики на бомбардировачите Дорние(ДО-17) и изтребителя Месершмид(Ме -09 Е).
Данните са получени от кадровите разузнавачи и служители в английската и югославската легация в София Норман Дейвис и Душан Петкович. В друг случай чрез втория му сътрудник Спас Константинов Манолов по поръчка на
Н. Дейвис са получавани разнообразни информации за местоположението на германските военни подразделения в България.
Инж. Г. Вълков още в началото на 1940 г. предава сведения за всички германски граждани, отседнали в реномирания хотел в София България, вкл. кои са офицери и кои са цивилни, за строителството, предприето от тях в района на Стара планина, за наличието на германска авиация, пребазирана на летището в Божурище и т.н.
Едновременно с това, вероятно по поръчение на Д. Петкович, групата на инж. Г. Вълков събира информация, необходима за политическото разузнаване – сведения за комунистическата партия, за местожителството и положението на лица, които са били на времето в Сърбия и са преминали нелегално границата и т.н.

## Арести
Тъй като Спас Манолов е бил секретен сътрудник в Дирекцията на полицията от 1938 г. и е натоварен със специални задачи от груповия си началник В. Цанков по отношение на Г. Вълков, отдел ДС е бил наясно с развиваната дейност на групата. Затова полицията нанася удар против нея, като част от действията през 1941 г. по неутрализиране на нелегалната английска резидентура в страната.
При разкриването на заговора на Г. М. Димитров, на 22.II.1941 г. Г. Вълков също е арестуван. Установено е, че не е участвал в заговора. При обиска са открити достатъчно доказателства за дейнистта му, но не се дава ход на процес срещу него, а се подготвя коварен план на военното разузнаване за премахването му.
На 26.II.1941 г. инж. Г. Вълков е интерниран в лагера Гонда вода. До 25.VI.1941 г. той пребивава там под полицейско наблюдение. Заедно с него е въдворен и Христофор Янев – корепондент на американски вестници, германски агент и агент на военното разузнаване. През март 1941 г. Г. Вълков се разболява – има хронична болест в очите. От Пловдивската болница Г. Вълков подава молба да бъде освободен. В молбата пише: .. Правя Ви тържествена декларация, че ако бъде удовлетворена молбата ми, не ще се срещна с никое лице, не ще напусна жилището си нито за секунда и че съм готов да понеса каквито и санкции да има и най-малкото нарушение на взетите спрямо мен мерки.
На 25.VI.1941 г. е прехвърлен в Дирекция на полицията, където до 4.VII.1941 г. е разпитван за своята дейност като журналист и за дейността на БЗНС Ал. Стамболийски. Разпитите засягат и насоките на провежданата преди това югославска политическа линия спрямо България и личните му връзки с някои от дипломатите на югославската легация в София. На 4.VII.1941 г. инж. Г. Вълков е освободен с обещание да сътрудничи на отдел Б на ДС с началник Андрей Праматаров.

## Връзки с американските тайни служби
В Дирекция на полицията му предлагат да влезе във връзка с предполагаемите наследници на английската разузнавателна служба в България – американците. Вероятно под натиска на служителите на ДС Г. Вълков е принуден чрез един от другите интернирани – журналиста Михаил Димитров Пъдев, бивш служител в английската легация, да потърси контакт с ръководителя на канцеларията на Американската легация Мартин Роузмън Медоус, за когото се предполага, че ръководи или най-малко контролира позициите на Сикрит интелиджънс сървис в страната.
По стечение на обстоятелствата този опит се проваля най-вече поради факта, че М. Пъдев не се е ползвал с доверието на дипломатите от американската легация след престоя му в Гонда вода. Вина за това има и Г. М. Димитров – може би поради личностни причини, а може би и поради осъзнаването на опасността от изместването му на бъдещата политическа сцена от Г. Вълков. Като основен аргумент се изтъква тезата за евентуалното му превербуване от полицията в лагера Гонда вода. Тя се потвърждава от едно донесение на български контрарзузнавач, работещ в американската легация, в което между другото се споменава, че срещу инж. Г. Вълков се работи извънредно много, жестоко и отчаяно от хората на Димитров, които го представят като агент на Военното министерство. Това се прави, за да не му дадат възможност да влезе в контакт и да има доверие при американците.
След арестуването му инж. Г. Вълков прекъсва връзките си с разузнавачите от английската и югославската легации през февруари 1941 г., но това не отслабва усилията му да установи контакт чрез американците. Изплъзнал се от ръцете на полицията, той решава да използва друг свой познат от лагера за интернирани-журналиста – Христофор Христов Янев, който
е бивш кореспонднет на американския Чикаго дейли нюз в България. За него се предполага, че е в контакт с американската легация в София. Инж. Г. Вълков обаче не допуска, че същият работи за службата на д-р Делиус. От страна на д-р Делиус в играта е включен и германски контраразузнавач, който е трябвало да поеме ролята на американски нелегал, временно пребиваващ на българска територия. Същият се подвизавал под имената мистър Браун или полковник Тигъл. Това лице е фикция на Абвера. В случая бюрото на Абвера в София действа самостоятелно и не уведомява българското военно разузнаване.
През септември 1941 г. инж. Г. Вълков се среща с полк. Титъл или мистър Браун. Г. Вълков излага възможностите на пладненци за борба с нацизма. Заедно с Хр. Янев предприема обиколка из страната, с цел да се затегнат редовете на тази организация. Два дни след тази среща Пецо Трайков попада също в капана на полк. Тигъл. На 13.X.1941 г. той предава на Хр. Янев документи за състоянието на пладненци и възможността да се създаде разузнавателна структура.

## Процесът
На 9 февруари 1942 г. започва процесът срещу инж. Георги Вълков. Обвинен е за шпионаж и връзки с американските тайни служби. На 24 февруари 1942 г. е осъден на смърт. Присъдата му е изпълнена на 10 април 1942 г.
Игж. Георги Вълков е баща на политика Виктор Вълков и журналистката Ивайла Вълкова.